# Trichogramma kashmiricum
Trichogramma kashmiricum is een vliesvleugelig insect uit de familie Trichogrammatidae. De wetenschappelijke naam is voor het eerst geldig gepubliceerd in 2007 door Nagaraja, Ahmad & Gupta.